# نهمین جشنواره فیلم یوکوهاما
نهمین جشنواره فیلم یوکوهاما (به ژاپنی: 第9回ヨコハマ映画祭) نهمین دورهٔ جشنواره فیلم یوکوهاما است که در تاریخ ۶ فوریه ۱۹۸۸ میلادی در شهر یوکوهاما، استان کاناگاوا کشور ژاپن برگزار شد.

## جوایز
- بهترین فیلم: The Emperor's Naked Army Marches On[۳]
- بهترین بازیگر نقش اول مرد: Saburō Tokitō – Eien no 1/2
- بهترین بازیگر نقش اول زن: Yasuko Tomita – Bu su
- بهترین بازیگر جدید زن:
  - Asako Kobayashi – Hahako kankin: mesu
  - Michiru Akiyoshi – Hikaru onna
  - Yasuyo Shirashima – Honba jyoshikou manual: Hatsukoi binetsu-hen
- بهترین بازیگر نقش مکمل مرد: Sabu Kawahara – Hahako kankin: mesu
- بهترین بازیگر نقش مکمل زن: Eri Ishida – Chōchin
- بهترین کارگردان:
  - Shunichi Kajima – Chōchin
  - کازو هارا – The Emperor's Naked Army Marches On
- بهترین کارگردان جدید: توهجیرو – Gondola
- بهترین فیلمنامه: Hiroshi Saito – Honba jyoshikou manual: Hatsukoi binetsu-hen, Itoshino Half Moon
- بهترین فیلمبرداری: Toshihiko Uryu – Gondola
- جایزهٔ ویژهٔ هیئت داوران: Chōchin – For the staff.
- جایزهٔ ویژه: کنساکو موریتا (Career)